# کنسپسیون، شیلی
کُنسپسیون (به اسپانیایی: Concepción) () نام یک شهر در شیلی است که مرکز استان کانسپیون است.
کلان‌شهر کانسپیون دومین شهر بزرگ در کشور شیلی است و ۸۸۹٫۷۲۵ نفر جمعیت دارد (آمار سال ۲۰۰۲). شهر کانسپیون به تنهایی یازدهمین شهر بزرگ شیلی است و ۲۱۲٫۰۰۳ نفر جمعیت دارد.
دانشگاه کنسپسیون در این شهر قرار دارد.

## زلزله ۲۷ فوریه ۲۰۱۰
در ۲۷ فوریه ۲۰۱۰ یک زمین‌لرزه به مقیاس ۸٫۸ شهر کُنسپسیون را لرزاند که منجر به مرگ ۵۲۱ نفر و زخمی شدن هزاران نفر در کشور شیلی شد. به دنبال زلزله، محققان با استفاده از سامانه موقعیت‌یاب جهانی (جی‌پی‌اس) محاسبه کردند که این شهر حدود ۳ متر از جای قبلی خود به سمت غرب جا به جا شده‌است. خوشبختانه شهر از سونامی ناشی از زلزله در امان ماند.
بعد از زمین‌لرزه ۲۰۱۰ شیلی، اعتصابی در زندان ال مانزانوی شهر کُنسپسیون رخ داد و زندانیان برای فرار از زندان نیز تلاش کردند که ناموفق بود. قسمت‌های مختلفی از زندان به آتش کشیده شد و اعتصاب نهایتاً با تیراندازی هوایی محافظان و با کمک گرفتن از ارتش کنترل شد. هم‌چنین به دنبال زمین‌لرزه، از تاریخ ۵ مارس ۲۰۱۰، یک بیمارستان پرویی در شهر راه‌اندازی شده‌است.

## جمعیت

موقعیت کُنسپسیون در استان بیوبیو

| سال  | جمعیت   | منبع   |
| ---- | ------- | ------ |
| ۲۰۱۲ | ۲۲۹٬۶۸۴ | [ ۸ ]  |
| ۲۰۰۶ | ۲۲۵٬۱۵۸ | [ ۸ ]  |
| ۲۰۰۲ | ۲۱۶٬۰۶۱ | [ ۹ ]  |
| ۱۹۹۲ | ۳۲۶٬۷۸۴ | [ ۱۰ ] |
| ۱۹۸۲ | ۲۶۷٬۸۹۱ | [ ۱۰ ] |
| ۱۹۷۰ | ۱۶۱٬۰۰۶ | [ ۱۰ ] |